# Idioctis
Genre
Synonymes
- Atrophonysia Benoit & Legendre, 1968

Idioctis est un genre d'araignées mygalomorphes de la famille des Barychelidae.

## Distribution
Les espèces de ce genre se rencontrent en Océanie, à Taïwan, en Asie du Sud-Est, aux Seychelles et à Madagascar.

## Liste des espèces
Selon World Spider Catalog (version 24.5, 02/11/2023) :
- Idioctis eniwetok Raven, 1988
- Idioctis ferrophila Churchill & Raven, 1992
- Idioctis helva L. Koch, 1874
- Idioctis intertidalis (Benoit & Legendre, 1968)
- Idioctis littoralis Abraham, 1924
- Idioctis marovo Churchill & Raven, 1992
- Idioctis parilarilao Yu, Lo, Cheng, Raven & Kuntner, 2023
- Idioctis talofa Churchill & Raven, 1992
- Idioctis xmas Raven, 1988
- Idioctis yerlata Churchill & Raven, 1992

## Systématique et taxinomie
Ce genre a été décrit par L. Koch en 1874.
Atrophonysia a été placé en synonymie par Raven en 1985.

## Publication originale
- L. Koch, 1874 : Die Arachniden Australiens. Nürnberg, vol. 1, p. 473-576 (texte intégral).